# NGC 5344
NGC 5344 este o galaxie spirală situată în constelația Ursa Mică. A fost descoperită în 6 mai 1886 de către Lewis A. Swift.